# Жирівське
Жи́рівське — село в Україні, у Стрийському районі Львівської області. Населення - 331 особа. Орган місцевого самоврядування - Гніздичівська селищна рада.

## Персоналії
- Мороз Остап Тарасович (2002–2024) — український військовик, учасник російсько-української війни, солдат 80-ої окремої десантно-штурмової бригади.